# Coupe de France de football 1952-1953
Navigation
Coupe de France 1951-1952 Coupe de France 1953-1954
L'édition 1952-1953 de la Coupe de France est la 36e édition de la Coupe de France de football. 1035 équipes sont engagées dans la compétition; il s'agit d'un nouveau record.

## Trente-deuxièmes de finale
| Division        | Club                      | Score      | Club                     | Division        |
| --------------- | ------------------------- | ---------- | ------------------------ | --------------- |
| Division 2 (D2) | Olympique alésien         | 2 - 0      | US Saint-Gaudens         | CFA (D3)        |
| Division 1 (D1) | SO Montpellier            | 5 - 1      | VGA Saint-Maur           | CFA (D3)        |
| Division 1 (D1) | FC Nancy                  | 3 - 1      | FC Rouen                 | Division 2 (D2) |
| Division 1 (D1) | OGC Nice                  | 4 - 3      | FC Girondins de Bordeaux | Division 1 (D1) |
| Division 1 (D1) | RC Paris                  | 2 - 1      | FC Nantes                | Division 2 (D2) |
| Division 1 (D1) | Stade français FC         | 3 - 1      | Nîmes Olympique          | Division 1 (D1) |
| DH (D4)         | Stade pontivyen           | 4 - 2      | CA Montreuil             | CFA (D3)        |
| Division 1 (D1) | AS Saint-Étienne          | 2 - 1      | US Valenciennes-Anzin    | Division 2 (D2) |
| Division 2 (D2) | Red Star OA               | 3 - 1      | ES Pure-Messempré        | DH (D4)         |
| CFA (D3)        | UA Sedan-Torcy            | 4 - 1      | US Boulogne-sur-Mer      | DH (D4)         |
| Division 1 (D1) | FC Sète                   | 3 - 1      | SPN Vernon               | CFA (D3)        |
| Division 1 (D1) | FC Sochaux-Montbéliard    | 1 - 0      | CO Roubaix-Tourcoing     | Division 1 (D1) |
| Division 2 (D2) | Toulouse FC               | 2 - 1      | AS Brest                 | CFA (D3)        |
| Division 2 (D2) | AS Troyes-Savinienne      | 3 - 1      | AS Cannes                | Division 2 (D2) |
| DH (D4)         | FC Villefranche-sur-Saône | 4 - 3      | AS Saint-Dizier-Marnaval | CFA (D3)        |
| Division 2 (D2) | AS Monaco FC              | 3 - 2      | RC Strasbourg            | Division 2 (D2) |
| Division 1 (D1) | FC Metz                   | 0 - 0 a.p. | SC Toulon                | Division 2 (D2) |
| Division 2 (D2) | Olympique lyonnais        | 7 - 0      | US Saint-Malo            | CFA (D3)        |
| Division 2 (D2) | Angers SCO                | 2 - 1      | AJ Rochechouart          | CFA (D3)        |
| CFA (D3)        | FC Annecy                 | 4 - 1      | CA Château-Gombert       | PH (D3)         |
| CFA (D3)        | JA Armentières            | 3 - 1      | Perpignan FC             | Division 2 (D2) |
| Division 2 (D2) | RCFC Besançon             | 2 - 1      | Olympique de Marseille   | Division 1 (D1) |
| DH (D4)         | SC Bastidienne            | 2 - 1      | Stade béthunois          | CFA (D3)        |
| CFA (D3)        | SM Caen                   | 2 - 1      | Stade de Reims           | Division 1 (D1) |
| CFA (D3)        | FC Dieppe                 | 3 - 0      | CS Stiring-Wendel        | DH (D4)         |
| CFA (D3)        | SC Draguignan             | 1 - 0      | Stade rennais UC         | Division 1 (D1) |
| Division 2 (D2) | FC Grenoble               | 3 - 1      | CS Avion                 | DH (D4)         |
| Division 1 (D1) | Le Havre AC               | 3 - 0      | ES La Rochelle           | DH (D4)         |
| CFA (D3)        | US La Seyne-sur-Mer       | 1 - 0      | AS Poissy                | DH (D4)         |
| Division 1 (D1) | RC Lens                   | 1 - 0      | AS Béziers               | Division 2 (D2) |
| Division 1 (D1) | Lille OSC                 | 5 - 1      | CO Roche-la-Molière      | CFA (D3)        |
| DH (D4)         | USB Longwy                | 1 - 0      | US Quevilly              | CFA (D3)        |
| Match rejoué    |                           |            |                          |                 |
| Division 1 (D1) | FC Metz                   | 6 - 0      | SC Toulon                | Division 2 (D2) |

## Seizièmes de finale
| Division        | Club                 | Score      | Club                      | Division        |
| --------------- | -------------------- | ---------- | ------------------------- | --------------- |
| Division 2 (D2) | Olympique alésien    | 1 - 0      | SO Montpellier            | Division 1 (D1) |
| Division 2 (D2) | AS Troyes-Savinienne | 4 - 3      | RCFC Besançon             | Division 2 (D2) |
| Division 2 (D2) | Toulouse FC          | 1 - 0      | FC Villefranche-sur-Saône | DH (D4)         |
| Division 1 (D1) | FC Sète              | 5 - 2      | SC Bastidienne            | DH (D4)         |
| Division 2 (D2) | Red Star OA          | 4 - 1      | FC Annecy                 | CFA (D3)        |
| Division 1 (D1) | AS Saint-Étienne     | 2 - 0      | FC Sochaux-Montbéliard    | Division 1 (D1) |
| DH (D4)         | Stade pontivyen      | 3 - 1      | FC Dieppe                 | CFA (D3)        |
| Division 1 (D1) | Stade français FC    | 2 - 2 a.p. | RC Lens                   | Division 1 (D1) |
| Division 1 (D1) | OGC Nice             | 2 - 0      | SM Caen                   | CFA (D3)        |
| Division 1 (D1) | FC Nancy             | 5 - 0      | US La Seyne-sur-Mer       | CFA (D3)        |
| Division 2 (D2) | FC Grenoble          | 0 - 0 a.p. | UA Sedan-Torcy            | CFA (D3)        |
| Division 1 (D1) | Le Havre AC          | 2 - 0      | JA Armentières            | CFA (D3)        |
| Division 1 (D1) | Lille OSC            | 5 - 0      | Angers SCO                | Division 2 (D2) |
| Division 2 (D2) | Olympique lyonnais   | 0 - 0 a.p. | SC Draguignan             | CFA (D3)        |
| Division 1 (D1) | FC Metz              | 5 - 0      | USB Longwy                | DH (D4)         |
| Division 2 (D2) | AS Monaco FC         | 0 - 0 a.p. | RC Paris                  | Division 1 (D1) |
| Matches rejoués |                      |            |                           |                 |
| Division 1 (D1) | Stade français FC    | 3 - 0      | RC Lens                   | Division 1 (D1) |
| Division 2 (D2) | FC Grenoble          | 5 - 0      | UA Sedan-Torcy            | CFA (D3)        |
| Division 2 (D2) | Olympique lyonnais   | 6 - 0      | SC Draguignan             | CFA (D3)        |
| Division 2 (D2) | AS Monaco FC         | 2 - 0      | RC Paris                  | Division 1 (D1) |

## Huitièmes de finale
| Division        | Club                 | Score      | Club               | Division        |
| --------------- | -------------------- | ---------- | ------------------ | --------------- |
| Division 1 (D1) | AS Saint-Étienne     | 1 - 0      | FC Metz            | Division 1 (D1) |
| Division 1 (D1) | FC Nancy             | 4 - 3      | Le Havre AC        | Division 1 (D1) |
| Division 1 (D1) | FC Sète              | 3 - 2      | Toulouse FC        | Division 2 (D2) |
| Division 1 (D1) | OGC Nice             | 1 - 0 a.p. | Olympique alésien  | Division 2 (D2) |
| Division 1 (D1) | Stade français FC    | 3 - 3 a.p. | Red Star OA        | Division 2 (D2) |
| Division 1 (D1) | Lille OSC            | 7 - 0      | Stade pontivyen    | DH (D4)         |
| Division 2 (D2) | AS Troyes-Savinienne | 1 - 0      | AS Monaco FC       | Division 2 (D2) |
| Division 2 (D2) | FC Grenoble          | 2 - 1      | Olympique lyonnais | Division 2 (D2) |
| Match rejoué    |                      |            |                    |                 |
| Division 1 (D1) | Stade français FC    | 2-0        | Red Star OA        | Division 2 (D2) |

## Quarts de finale
| Division        | Club                 | Score | Club              | Division        |
| --------------- | -------------------- | ----- | ----------------- | --------------- |
| Division 1 (D1) | AS Saint-Étienne     | 1 - 0 | FC Sète           | Division 1 (D1) |
| Division 1 (D1) | Lille OSC            | 4 - 2 | OGC Nice          | Division 1 (D1) |
| Division 1 (D1) | FC Nancy             | 2 - 0 | FC Grenoble       | Division 2 (D2) |
| Division 2 (D2) | AS Troyes-Savinienne | 3 - 0 | Stade français FC | Division 1 (D1) |

## Demi-finale
| Division        | Club      | Score | Club                 | Division        |
| --------------- | --------- | ----- | -------------------- | --------------- |
| Division 1 (D1) | Lille OSC | 1 - 0 | AS Saint-Étienne     | Division 1 (D1) |
| Division 1 (D1) | FC Nancy  | 1 - 0 | AS Troyes-Savinienne | Division 2 (D2) |

## Finale
| Entraîneur : |
| André Cheuva |

| Entraîneur :  |
| Jacques Favre |

| Entraîneur : |
| André Cheuva |

| Entraîneur :  |
| Jacques Favre |

## Nombre d'équipes par division et par tour
| Divisions / Manches | 1/32e de f. | 1/16e de f. | 1/8e de f. | 1/4 de f. | 1/2 f. | Finale | Vainqueur |
| ------------------- | ----------- | ----------- | ---------- | --------- | ------ | ------ | --------- |
| Division 1          | 18          | 12          | 8          | 6         | 3      | 2      | 1         |
| Division 2          | 17          | 9           | 7          | 2         | 1      | -      | -         |
| CFA                 | 18          | 7           | -          | -         | -      | -      | -         |
| DH                  | 10          | 4           | 1          | -         | -      | -      | -         |
| PH                  | 1           | -           | -          | -         | -      |        |           |
| Total               | 64          | 32          | 16         | 8         | 4      | 2      | 1         |